# Guignicourt
Guignicourt era una comuna francesa situada en el departamento de Aisne, de la región de Alta Francia, que el 1 de enero de 2019 pasó a ser una comuna delegada y sede de la comuna nueva de Villeneuve-sur-Aisne.

## Geografía
Está ubicada a orillas del río Aisne, a 30 km al sureste de Laon y a 20 km al norte de Reims.

## Demografía
| 1 312 | 1 411 | 1 917 | 2 002 | 2 008 | 2 203 | 2 134 | 2 193 |
| Para los censos de 1962 a 1999 la población legal corresponde a la población sin duplicidades (Fuente: INSEE [Consultar]) |       |       |       |       |       |       |       |